# Списак албанских владара
Ово је списак албанских владара.

## Средњи век
- Прогон (1190-1199), архонт (кнез) средње Албаније
- Ђини (1199-1208), архонт (кнез) средње Албаније
- Димитер Прогон (1208-1216), велики архонт (кнез) средње Албаније
- Андре Уран (1266-1272), капетан Арбера (Албаније)
- Андре Музака (1280-1286), маршал средње Албаније
- Андре II Музака (1337-1341), деспот приморске Албаније
- Тануш Топија (1338), господар средишње Албаније
- Јован Комнен Асан (1350-1363), намесник у средњој Албанији
- Карл Топија (1359-1388), господар Албанаца
- Петар Лоша (1359-1374), влада Епиром
- Ђин Буа Шпата (1379-1399), влада Епиром
- Ђерђ Топија (1388-1392), господар средње Албаније
- Мркша Жарковић (1392-1412), господар средње Албаније
- Никита Топија (1403-1415), господар Крује
- 1421-1444: владају феудалци Арианит, Захарије, Дукађин, Музака, Кастриот, итд.
- Ђерђ Кастриот Скендербег (1444-1468), кнез Албаније и Епира

## Нови век
- Мехмет-паша Бушатлија (1757-1775), влада Скадарским пашалуком
- Карамхмут Бушатлија (1775-1796), влада Скадарским пашалуком
- Али-паша Јањински (1798-1822), влада Јањинским вилајетом
- Мустафа-паша Бушатлија (1812-1831), влада Скадарским вилајетом
- Хаџи Имер Призрени (1878-1881), председник Владе Призренске лиге
- Исмаил Ћемали (Кемал) (1912-1914), председник привремене владе Албаније, са седиштем у Валони
- Есад-паша Топтани (1913-1914), председник самопроглашене владе, са седиштем у Драчу
- Принц Вилхелм од Вида (1914), краљ Албаније
- Есад-паша Топтани (1914-1915), самопроглашени председник владе (уз подршку Србије)
- Басри-бег Дукађин (1915-1916), председник владе Албаније (у источном делу под Бугарском)
- Темистокли Гермењи (1916-1917), шеф жандармерије Републике Корче (под Француском)

## Савремено доба
- Турхан-паша (1918-1919), председник провизорне владе
- Луиђ Бумчи (1919-1920), председник владе
- 1920-1921: регенти Аћиф-паша Елбасани, монс. Луиђ Бумчи, др Михал Туртули, Абди-бег Топтани
- 1921-1924: регенти Омер-паша Вриони, Рефик-бег Топтани, Антон Пистоли и Сотир Пеци
- Фан Ноли (1924), председник владе
- Ахмет Зогу (1924-1939), председник републике (до 1928), затим краљ Албанаца
- Шефћет Верлаци (1939-1941), председник владе
- Мустафа Мерлика-Круја (1941-1943), председник владе
- Реџеп Митровица (1943-1944), председник владе
- Фикри Дина (1944), председник владе
- Ибрахим Бичаку (1944), председник провизорне владе
- Марк Ђон Маркај (1944), самозвани председник владе
- Енвер Хоџа (1944-1985), генерални секретар КПА, до 1954. председник владе
- Омер Нишани (1946-1953), председник президијума
- Хаџи Леши (1953-1982), председник президијума
- Рамиз Алија (1982-1991), председник президијума
- Рамиз Алија (1985-1991), генерални секретар Партије рада Албаније
- Рамиз Алија (1991-1992), председник Албаније
- Саљи Бериша (1992-1997), председник Албаније
- Реџеп Меидани (1997-2002), председник Албаније
- Алфред Мојсију (2002-2007), председник Албаније
- Бамир Топи (2007-2012), председник Албаније
- Бујар Нишани (2012-), председник Албаније